# Jacques Lambinon
Jacques (Ernest Joseph)  Lambinon (né à Namur le 28 septembre 1936 et mort à Liège le 14 novembre 2015) est un botaniste belge, professeur à l'université de Liège et membre de l'académie royale des sciences, des lettres et des beaux-arts de Belgique,.
Il est l'auteur principal de la Nouvelle flore de la Belgique, du Grand-Duché de Luxembourg, du nord de la France et des régions voisines utilisée par des milliers d'étudiants.
il était un spécialiste reconnu de :
- Taxonomie des plantes vasculaires d’Europe occidentale et du bassin méditerranéen,
- Conservation de la nature[3] (notamment problèmes des plantes introduites et réintroduites), vulgarisation scientifique de la botanique, nomenclature botanique,
- Relations végétation-entomofaune (cécidologie, coévolution, pollinisation...).
- Mycologie et lichénologie,
- Radioécologie

Parmi ses très nombreuses fonctions, on peut citer son rôle dans la direction de l’herbarium (Plantes vasculaires) de l’Université de Liège.
Il était membre de nombreux comités scientifiques comme celui de la Flore de Corse ou du Conservatoire botanique national de Bailleul.
Rédacteur, correcteur et relecteur acharné, il était secrétaire de rédaction de "Lejeunia, Revue de Botanique", secrétaire de la Société pour l’Échange des Plantes vasculaires de l’Europe et du Bassin méditerranéen et correspondant (depuis 1983) du comité éditorial Med-Checklist (Genève & Berlin).

## Décorations
Il est grand officier de l'Ordre de Léopold et grand officier de l'Ordre de la Couronne.

## Genres et espèces qui portent son nom
- Asplenium lambinonii Pic. Serm[9].
- Astragalus lambinonii Podlech[9]
- Byssoloma lambinonii (Sérusiaux) Sérusiaux[10]
- Cyanobotrys lambinonii L.Hoffmann[11]
- Eulophia lambinoniana Geerinck[9]
- Fellhanera lambinonii (Sérus.) Lücking & Sérus[12].
- Festuca lambinonii Kergélen[13]
- Gyalideopsis lambinonii Vezda[14]
- Lambinonia Sérus. & Diederich[9]
- Leptoscyphus lambinonii Vanderpoorten[15]
- Limonium lambinonii Erben[16]
- Lycoperdon lambinonii Demoulin[17]
- Opegrapha lambinonii Sérusiaux[18]
- Peltigera lambinonii Goffinet[19]
- Pertusaria lambinonii[20]
- Plectocarpon lambinonii[21]
- Taraxacum lambinonii Soest (pissenlit de Lambinon)[22]

## Famille
- Fils de Alphonse Victor Léon Joseph Lambinon (1900-1982) et de Léona Ghislaine Madeleine Radelet (1911-1981)
- Marié à Clémence Adam, fondatrice et ancienne présidente de la Fédération des Restos du Cœur de Belgique, ancienne présidente du Resto du Cœur de Liège[23], Citoyenne d'Honneur de la Ville de Liège[24].